# Inhaltsirrtum
Der Inhaltsirrtum bezeichnet im deutschen Zivilrecht das unbewusste Auseinanderfallen von objektiv Erklärtem und subjektiv Gewolltem bei einer Willenserklärung, dadurch dass der Erklärende bei der Abgabe einer Willenserklärung über deren Inhalt im Irrtum war (§ 119 Abs. 1 Alt.1  BGB).

## Voraussetzung
Ein Inhaltsirrtum liegt vor, wenn der Erklärende bei Abgabe einer Willenserklärung über deren Inhalt im Irrtum war. Der Erklärende erklärt zwar, was er erklären will, aber er liegt im Irrtum über die rechtliche Bedeutung seiner Erklärung. Er misst seiner Erklärung einen anderen Sinn bei, als den, der in Wirklichkeit besteht. 
Klassisches Beispiel ist die Bestellung von „214 Fass Haakjöringsköd aus Norwegen zu einem Preis von 4,30 Mark pro Kilogramm“ durch einen Hamburger Händler im November 1916. Der Händler ging bei der Bestellung irrtümlich davon aus, dass Haakjöringsköd Walfleisch bedeute. Tatsächlich bezeichnet das Wort „Haakjöringsköd“ im Norwegischen jedoch Haifischfleisch (Haakjöringsköd-Fall).

## Rechtsfolge
Trotz des Irrtums ist die Willenserklärung gegenüber dem Erklärungsempfänger wirksam, da der Erklärungsempfänger auf die Richtigkeit der Erklärung des Erklärenden vertrauen darf. Der im Inhaltsirrtum befindliche Vertragspartner ist zur Anfechtung nach § 119 Abs. 1 1. Alt. BGB berechtigt. Der Irrtum muss allerdings „erheblich“ sein, was heißt, dass bei Kenntnis der Sachlage und derer verständigen Würdigung, die Erklärung nicht abgegeben worden wäre. Ist mit dem Inhaltsirrtum ein Anfechtungsgrund gegeben, muss dieser innerhalb der Anfechtungsfrist des § 121 Abs. 1 BGB nach § 143 Abs. 1 BGB auch gegenüber dem richtigen Anfechtungsgegner erklärt werden, was wiederum zur rückwirkenden (ex tunc) Nichtigkeit des Rechtsgeschäftes gemäß § 142 Abs. 1 BGB führt.

## Sonderfälle
Bisweilen kann eine inhaltlich falsche Willenserklärung dermaßen unüblich ausgelegt sein, dass der Fehler für den Empfänger der Erklärung offensichtlich sein muss. In solch einem Fall liegen keine übereinstimmenden Willenserklärungen vor, womit auch kein Vertrag zustande kommen kann. Musterbeispiel hierfür ist die Bestellung von „25 Gros Rollen Toilettenpapier“ durch eine Schule. Der Mengenbegriff „Gros“ wurde von der bestellenden Konrektorin der Schule für eine Verpackungsart gehalten. Die Menge an Papier hätte für Jahre gereicht, weshalb für den Lieferanten erkennbar war, dass die Größenordnung unzutreffend war. Der Lieferant konnte nicht auf der Abnahme von 25 Gros bestehen.
Sonderfälle sind beispielsweise auch jene des Falsa demonstratio non nocet: Hier, wie etwa im Haakjöringsköd-Fall erklären zwar beide Seiten aus Sicht eines neutralen Beobachters etwas inhaltlich Unzutreffendes, sind sich aber über die Bedeutung einig. In diesem Fall des beidseitigen Irrtums kann auch der Vertrag nicht durch Anfechtung wieder untergehen.